# Busselton
Busselton (28 651 habitants) est une ville située sur la côte méridionale de l'Australie-Occidentale, à 220 km au sud - sud-ouest de Perth.
La ville possède la plus longue (1 841 m) jetée en bois de l'hémisphère sud.

## Climat
Busselton a un climat doux de type méditerranéen. La ville bénéficie d'un climat tempéré avec une moyenne de température maximale de 22 °C et minimale de 11 °C. Les étés sont chauds (moyenne maximale journalière de 28°) avec les après-midi rafraichis par les brises de mer, et un hiver qui offre des températures plus fraîches (9° de minimum - 19° de maximum) et de la pluie qui soutient l'agriculture et les industries agricoles de la région comme la viticulture. La moyenne annuelle des précipitations à Busselton est de 864 mm par an, avec la période la plus humide de mai à septembre.
| Température maximale moyenne (°C) | 28.5 | 28.4 | 26.1 | 22.8 | 19.3  | 17.2  | 16.3  | 16.7  | 18.1 | 20.1 | 23.6 | 26.5 | 22.0  |
| Température minimale moyenne (°C) | 13.8 | 14.0 | 12.7 | 10.7 | 9.2   | 8.3   | 7.5   | 7.5   | 8.4  | 9.3  | 10.9 | 12.5 | 10.4  |
| Précipitations (mm)               | 9.7  | 10.6 | 20.8 | 41.0 | 116.2 | 172.3 | 165.6 | 116.8 | 74.5 | 51.3 | 24.3 | 13.0 | 812.6 |
| Nombre de jours de pluie moyen    | 1.1  | 1.3  | 2.1  | 4.2  | 8.5   | 11.3  | 12.7  | 11.2  | 8.7  | 6.5  | 3.5  | 1.7  | 72.8  |
| Source: Bureau of Meteorology     |      |      |      |      |       |       |       |       |      |      |      |      |       |

## Galerie

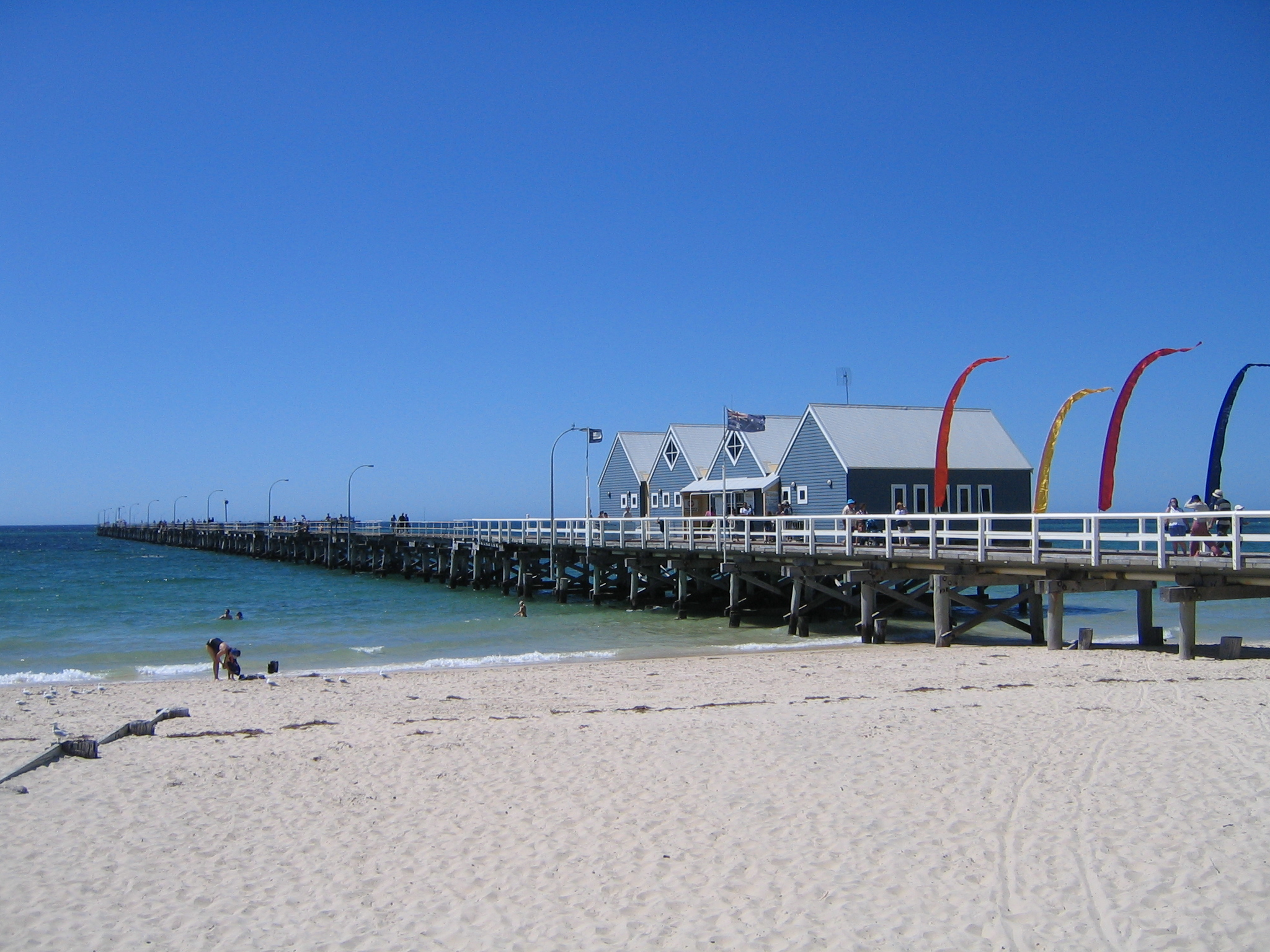
La jetée
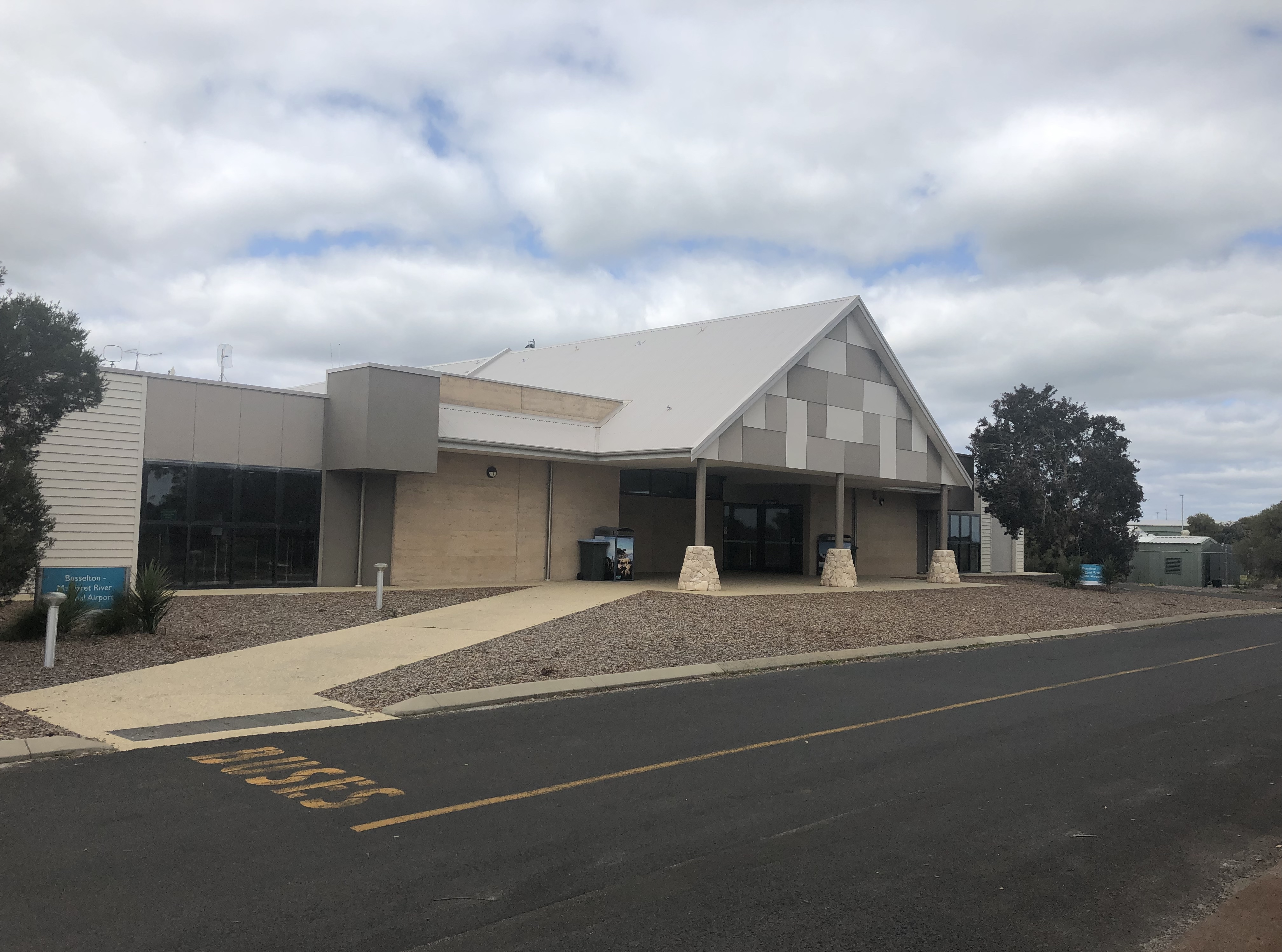
L'entrée de l'aéroport